# Lerești, Argeș
Lerești este satul de reședință al comunei cu același nume din județul Argeș, Muntenia, România. Este situat în partea de nord a județului, în culoarul Râului Târgului, la poalele Munților Iezer. Începând cu data de 16 iulie 1973 satul Lerești (Argeș), alături de alte 13 localități, se declara, experimental, sat de interes turistic denumit "sat turistic".

## Personalități
- Vasile Milea (1927 - 1989), General de armată Vasile Milea
- Lucian Pahonțu, general, Director Serviciul de Protecție și Pază
- Nicolae Ursea (13 mai 1931 - 7 august 2017), prof. dr. doc., fondatorul Societății Naționale de Nefrologie